# Aiolornis incredibilis
 (décembre 2018).
Si vous disposez d'ouvrages ou d'articles de référence ou si vous connaissez des sites web de qualité traitant du thème abordé ici, merci de compléter l'article en donnant les références utiles à sa vérifiabilité et en les liant à la section « Notes et références ».
Genre
Espèce
Synonymes
- Teratornis incredibilis
- Aiornis (orthographe erronée souvent utilisée)

Nommé par Howard (1952), Teratornis incredibilis (du grec : « oiseau monstrueux incroyable ») est une espèce fossile d'oiseaux du genre fossile monotypique Aiolornis ayant vécu en Amérique du Nord au Pléistocène supérieur. Il a été renommé en Aiolornis incredibilis par Campbell et al. (1999) et Olson et Alvarenga (2002),,,,.

## Description
C'est le troisième oiseau le plus grand après Argentavis et Pelagornis. Proche du vautour, ce rapace géant était deux fois plus grand que celui-ci : son envergure atteignait cinq mètres et il pouvait peser jusqu'à vingt-cinq kilos. Comme ses descendants, il devait être exclusivement charognard.